# إدوارد كوين
إدوارد كوين (بالإنجليزية: Edward Quinn)‏ هو مصور أيرلندي، ولد في 20 فبراير 1920 في دبلن في جمهورية أيرلندا، وتوفي في 1997 في Altendorf, Schwyz ‏ في سويسرا.